# David Pricking
David Pricking (* 12. Januar 1979 in Engen, Deutschland) ist ein deutscher Zauberkünstler.

## Leben
David Pricking studierte Mathematik und Informatik in Tübingen. Er kam im Alter von 16 Jahren zur Zauberkunst und schloss sich dem Magischen Zirkel von Deutschland im Ortszirkel Stuttgart an. Er begann als Manipulator auf der Bühne, wechselte allerdings nach langer schwerer Krankheit die Art der Zauberkunst und widmete sich der Close-up Zauberei. Mit der Zauberdarbietung "Time" errang er bei den Deutschen Meisterschaften der Zauberkunst 2014 im Bereich Close Up den ersten Platz und wurde Deutscher Meister dieser Sparte. Im gleichen Jahr gewann er die holländischen Meisterschaften in dieser Sparte und wurde Gesamtsieger über alle Sparten in diesem Wettbewerb, die Österreichischen Meisterschaften und die Schweizer Meisterschaften.
Im Jahr 2015 feierte er seinen bisher größten Erfolg und wurde Vize-Weltmeister in der Sparte Mikromagie/Close-up.
2016 errang er beim Internationalen Einladungswettbewerb Grand-Prix Eterna den zweiten Platz und musste sich nur dem Weltmeister der Kartenkunst Horret Wu aus Taiwan geschlagen geben.

## Erfolge
- Deutscher Meister der Zauberkunst in der Kategorie Mikromagie/Close-Up (2014)[2]
- 56. Österreichischer Zauberkongress, Sieger der Kategorie Mikromagie/Close-Up (2014)[3]
- Niederländischer Meister der Zauberkunst, Close-Up und Gesamtsieger (2014)[4]
- 2. Platz „Baden Magisch“, Kategorie Close-Up (2014)
- Weltmeister der Zauberkunst in der Kategorie Close-Up (2015)[5]
- 2. Platz „Grand Prix Eterna“ (2016)[6]

## Varietés, Festivals und Theater (Auswahl)
- Zaubertheater, Nürnberg